# ОШ „Вук Караџић” Чукарица
ОШ „Вук Караџић” једна је од основних школа на Чукарици. Налази се у улици Школска 4 у насељу Сремчица.

## Историјат
За све време трајања прве школе од 1842. до 1875. године постојала су само 3 разреда са око 30-так ученика. У школи се учила штица, читање, часловац, псалтир, црквено појање, бројање до 100 и нешто рачуна. Писало се на обичној хартији, гушчијим пером, а учитељ је правио мастило од лишћа и галице. Испит се полагао на крају године, велики број ученика није излазио на испит, па се једном десило да су сви понављали.
Прва државна школска зграда подигнута је 1875. године, заслугом тадашњег председника општине Јеврема Нешића и трговца Милована Миљковића, који је општини позајмио 300 дуката. Подигнута је у центру села и постала је узор у градњи нових кућа. На почетку је имала само 2 учионице, али је временом у зависности од потреба и пораста броја ученика често мењала унутрашњи, па чак и спољашњи изглед. Срушена је 2006. године због неопходног простора за доградњу школе. Први учитељ који се дуже задржао, 14 година од 1897-1911. године, био је Чедомиљ Тодоровић. Тада су ударени темељи модерном школству у Сремчици. Поред рада у школи, радио је на културном уздизању села, а бавио се и писањем.
Пред Балканске ратове, радила су само два одељења састављена од ученика од првог до четвртог разреда. Број ученика се кретао око 100. Школске 1912/13. за време Балканских ратова рад школе је потпуно прекинут, тако је било и за време Првог светског рата 1914-1918, јер у школској архиви за тај период нема података о раду школе. Ратни период у раду школе обележила је учитељица Дамјанка Глишић, супруга познатог сликара Драгомира Глишића, која је била веома образована жена за своје време. Школе је учила у Крагујевцу и Београду, а студије педагогије у Цириху у Швајцарској. Одлично је говорила немачки језик.
Измећу два Светска рата, за време краљевине, број ученика се кретао измећу 200 и 300. Радила су два одељења, а тек пред Други светски рат отворено је први пут треће одељење. У овом периоду уређено је школско двориште, а у школском ходнику отворена је читаоница. За време немачке окупације у Другом светском рату нарушава се изглед школског дворишта и углед школе. Школска документација је непотпуна. Поново раде само два одељења, а велики број ученика изостаје из школе. У школу пристижу деца ратних избеглица.
Са повећањем броја становника у послератном периоду, који у Сремчицу долазе из различитих крајева тадашње Југославије, повећава се и број ученика. Школске 1957/58. године отвара се прво одељење петог разреда, да би школске 1960/61. године школа прерасла у осмогодишњу. Због недостатка простора, 1959. године у школском дворишту, са источне стране, подиже се нова зграда са 5 учионица и 2 канцеларије. Убрзо и тај простор постаје недовољан, па је зграда дограђена 1962. године.
Крајем 60-тих двадесетог века, дошло је до смањења броја ученика што се поклопило са тадашњим настојањем да се на територији Београда укину такозване патуљасте школе. Тако је 1963. године ОШ Вук Караџић припојена ОШ Владимир Назор у Железнику, у чијем ће саставу остати до 1975. године, када се поново осамостаљује. Тадашњи директор ОШ Владимир Назор био је Сава Стекић, професор чије је дело „Школа у Сремчици – 150 година живота и рада” објављено јубиларне 1992. године, представља драгоцени извор података о развоју школства у Сремчици. После осамостаљења школе 1975. године припојена јој је ОШ Бранко Радичевић из Велике Моштанице, која ће у њеном саставу остати до 1989. године.
Број ученика је непрестано растао, прелазио је 2000, радило се у четири смене. Школа је 1992. године реконструисана и дограђена. Школске 1995/96. отвара се пето одељење првог разреда, што се наставља и наредних година. Недостатак простора постаје све већи. Стара школска зграда се руши 2006. године и почиње доградња фискултурне сале и осам учионица које су пуштене у рад 2008/09. године. Током 2001/2002. у школи је радило позориште „Мала сцена”, под покровитељством Народног позоришта из Београда. Од 2006. реализује се пројекат „Отворена креативна школа” са три страна језика. Школа данас има 971 ученика и 39 одељења. У њој ради 93 запослених од којих је 65 наставника. Настава се одвија у савремено опремљеним кабинетима.